# کربوکسی متیل سلولز
کربوکسی متیل سلولز (Carboxymethyl cellulose) یا سلولوز گام از مشتقات سلولز است که از استخلاف شدن گروه‌های کربوکسی متیل (-CH2-COOH) به‌جای برخی از گروه‌های هیدروکسیل (-OH) بدست می‌آید.